# Lippo di Dalmasio
Lippo di Dalmasio Scannabecchi, in latino Philipus o Lipus o Lippus Dalmasii de Scanabicis (Bologna, 1355 circa – Bologna, ottobre 1410), è stato un pittore bolognese documentato tra il 1377 e il 1410.

## Biografia

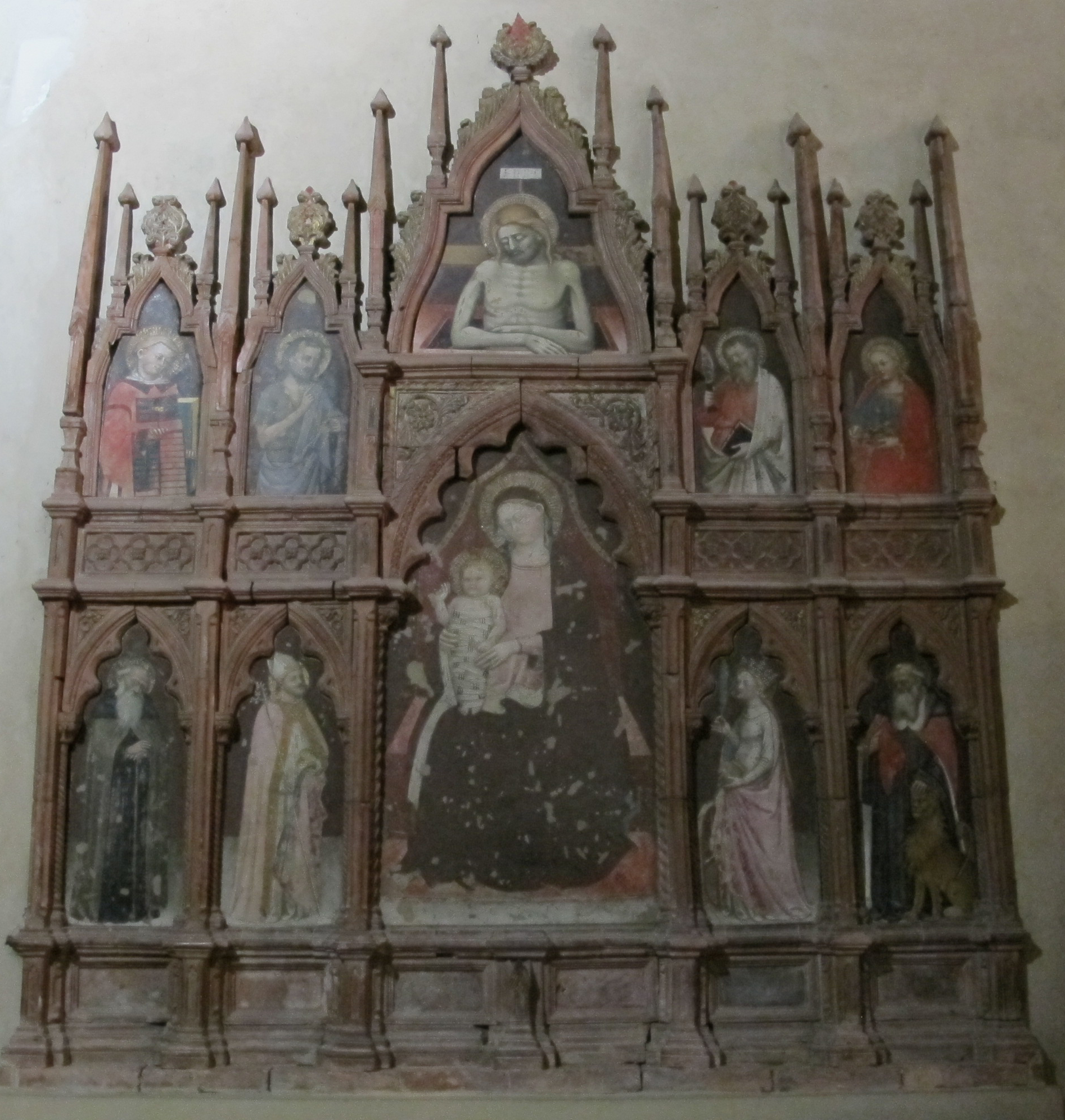
Polittico nella chiesa di Santa Maria dei Servi a Bologna

Lippo di Dalmasio nacque a Bologna nel 1353 o poco dopo: il padre era Dalmasio Scannabecchi, pittore, come pittore era lo zio, il noto Simone di Filippo, fratello della madre Lucia.
Nell'agosto 1377 era residente a Pistoia (città nella quale il padre era stato sicuramente attivo tra il 1359 e il 1363), citato in un documento che riguarda beni immobili dell'eredità paterna nella città di Bologna: Lippo risulta essere accompagnato dallo zio Simone perché ancora di minore età. Nel 1381 firmava un affresco in casa bolognese poi andata distrutta. Un documento del 1383 ne attesta la sua attività di pittore, relativamente ad una tavola (Madonna col Bambino e quattro santi, perduta) che Lippo realizzò per la chiesa dei Serviti di Pistoia. Nella città toscana contrasse matrimonio con la pistoiese Antonia di Paolo Sali. Tra il 1384 e il 1389 i documenti lo registrano abitante ancora a Pistoia. Nel 1385 presentò la denuncia d'estimo a Bologna, dichiarando di possedere due case e tre appezzamenti di terra.
Dal 1390 in poi i documenti lo ricordano sempre a Bologna, dove stabilì la sua residenza nella cappella di San Domenico, grazie anche al mutato clima politico dopo decenni di lotte tra fazioni, nel corso delle quali la famiglia ghibellina degli Scannabecchi aveva subito il bando. A Bologna aveva bottega presso la centralissima cappella di San Michele del Mercato ed ebbe l'incarico con Giovanni di Ottonello di dipingere una tela destinata a pala d'altare provvisoria nella erigenda basilica di San Petronio (il doc. del 14 marzo 1393 ne attesta il pagamento).
L'ultimo decennio del secolo lo vide prolifico artista di opere devozionali per prestigiose committenze e anche cittadino impegnato in incarichi pubblici, cosa che denota da un lato la stima di cui godeva a Bologna e dall'altro un suo discreto grado di acculturazione: fu podestà del sacco in un paese del contado (1391), amministratore (notarius) del dazio dei mulini (1392), esattore comunale pro fumantibus (1393), vicario a Tossignano (1394) a Galliera (1396), a Budrio (1397) e castellano a Castelfranco (1399).
Inoltre tra il 1387 e il 1410 Lippo operò una decina di acquisizioni di altri beni immobili che attestano la sua accresciuta posizione sociale e una maggiore disponibilità economica derivata da un'apprezzata attività professionale di artista e da alcune operazioni di prestito di denaro dissimulate con fittizi contratti (cosa comunque abbastanza diffusa nel Medioevo, a causa della condanna dell'usura da parte della Chiesa).
Morì a Bologna in una data imprecisata tra l'11 ottobre e il 17 novembre 1410.
Ebbe almeno cinque figli dalla moglie Antonia: Dionisio, Veronica, Jacoba, Sinibaldo e Giovanna, di cui solo gli ultimi due forse gli sopravvissero.

## L'attività artistica
Benché figlio e nipote di due pittori di fama, Lippo non fu propriamente allievo dell'uno né dell'altro, poiché perse il padre quando era ancora giovane e perché lo zio Simone era attivo a Bologna mentre lui risiedeva a Pistoia. Apprese l'arte dei tardogiotteschi di estrazione orcagnesca, ma la filtrò attraverso lo stile dei pittori bolognesi con i quali fu costantemente in contatto dopo il suo rientro in patria.

### Opere attribuite

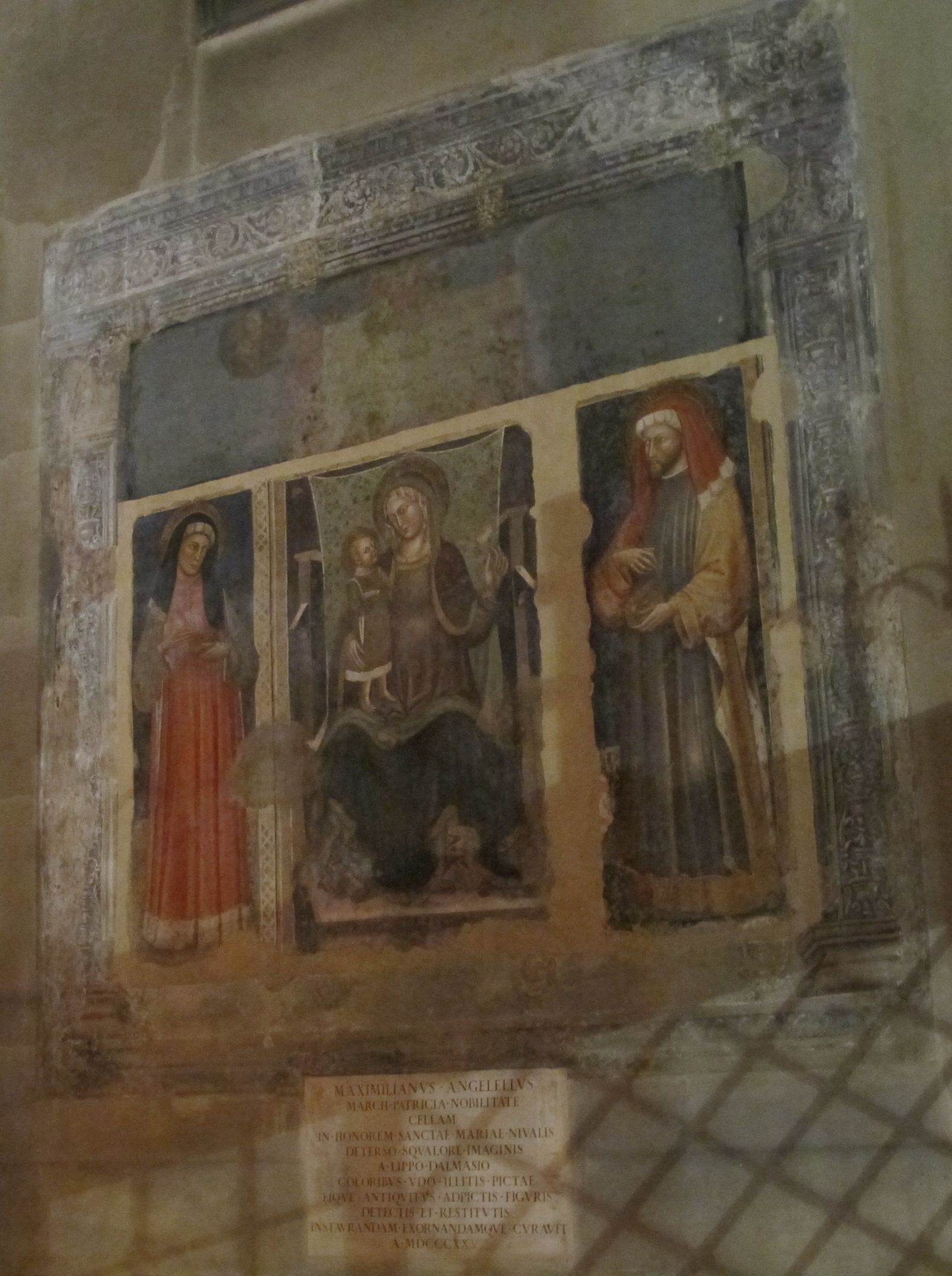
Madonna col Bambino e i santi Cosma e Damiano nella chiesa di Santa Maria dei Servi a Bologna

- Madonna dell'Umiltà e quattro angeli, 1382, affresco per la chiesa dell'Umiltà di Pistoia, ora al Museo Civico di Pistoia.
- Sant'Andrea apostolo, affresco in un tondo sottostante il sepolcro Bentivoglio, Bologna, chiesa di San Giacomo
- Madonna con Bambino, affresco, Bologna, basilica di San Martino
- Madonna col Bambino, tavola firmata Lippus pinxit, collezione privata
- Madonna con Bambino in trono e santi, affresco in forma di polittico, Bologna, Chiesa di Santa Maria dei Servi
- Madonna con Bambino in trono tra i Santi Cosma e Damiano, affresco, Bologna, Chiesa di Santa Maria dei Servi
- polittico smembrato
  - Sant'Antonio abate, (asta Finarte 1988)
  - San Paolo (asta Finarte 1988)
- Madonna dell'Umiltà, affresco trasportato su tela, Bologna, Chiesa di Santa Maria della Misericordia
- Madonna con Bambino, tavola, Bologna, Pinacoteca Nazionale
- trittico Madonna con Bambino e quattro santi, tavola per la chiesa del Conservatorio di Santa Croce, ora nella Pinacoteca Nazionale di Bologna
- Madonna con Bambino, tavola, Bologna, chiesa di San Benedetto
- Madonna con Bambino, affresco, Bologna, chiesa di San Colombano

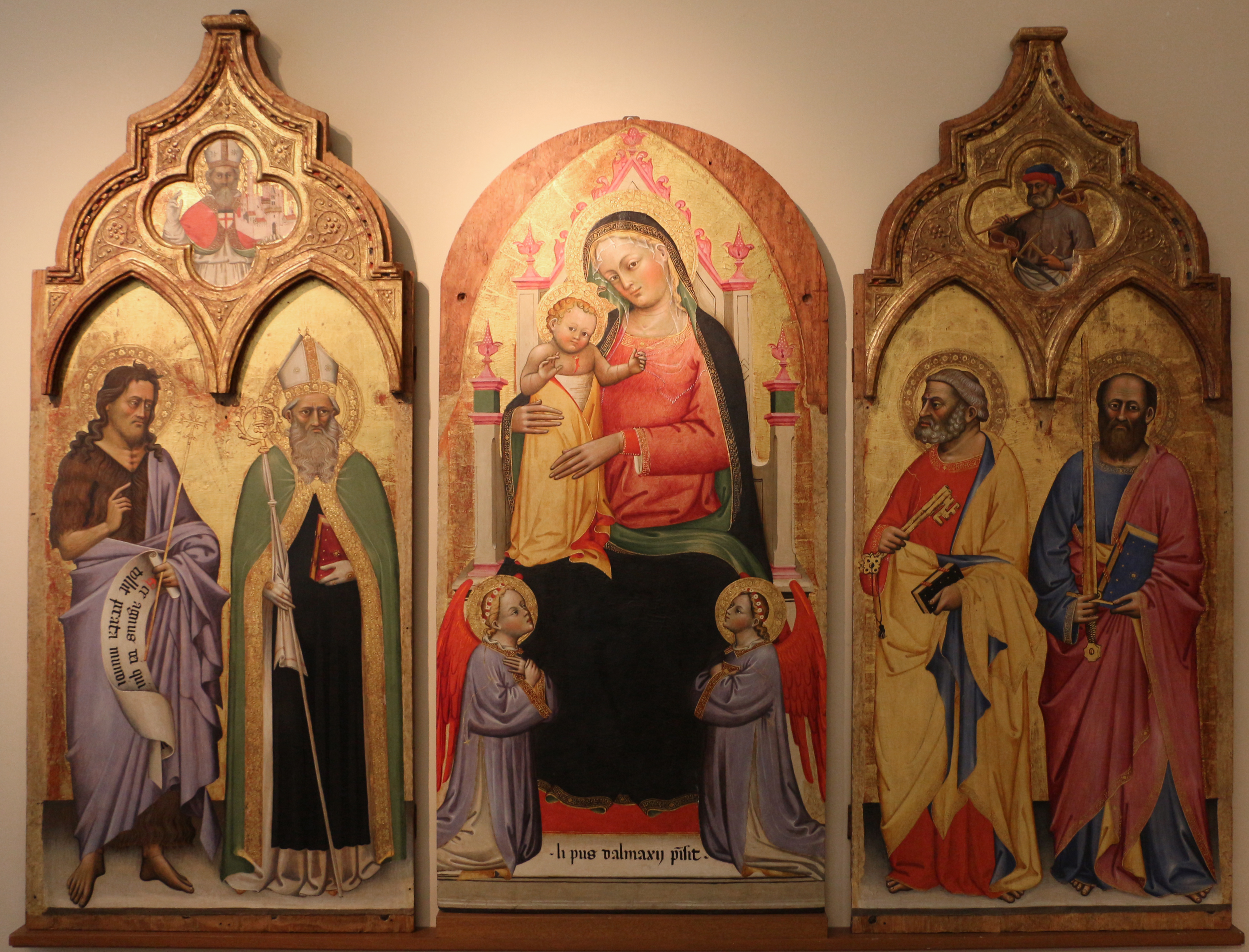
Trittico Madonna con Bambino e quattro santi, da Santa Croce, 1390 ca., Pinacoteca Nazionale di Bologna

- Trittico Madonna con Bambino e quattro santi, da Santa Croce, 1390 ca., Pinacoteca Nazionale di BolognaMadonna con Bambino detta Madonna del Velluto, tavola, 1408, Bologna, Museo di San Domenico
- Madonna col bambino tra i Santi Benedetto e Sisto, affresco nella lunetta del portale, Bologna, chiesa di San Procolo (oggi collocato all'interno, nella quarta cappella a sinistra)
- Madonna dell'Umiltà, tavola firmata, Londra, National Gallery, inv. NG 752
- Madonna della Provvidenza tavola, Bologna, San Paolo Maggiore
- Madonna con Bambino detta Madonna dell'Umiltà, tempera su muro, 1375-1410 ca., Bologna, chiesa di Sant'Isaia
- Madonna con Bambino detta Madonna dell'Umiltà, tempera su muro, fine XIV secolo, firmata, Bologna, chiesa di San Clemente all'interno del Collegio di Spagna
- Madonna del latte ca.1435, Musei Civici d'Arte Antica, Bologna
- Beata Vergine col Bambino, 1390, spostata dalla chiesa di Sant'Andrea degli Ansaldi al Chiostro delle Madonne della Certosa di Bologna[6]